# Зеледеевское сельское поселение
Зеледе́евское се́льское поселе́ние — упразднённое муниципальное образование в Юргинском районе Кемеровской области. Административный центр — деревня Зеледеево.

## История
Зеледеевское сельское поселение образовано 17 декабря 2004 года в соответствии с Законом Кемеровской области № 104-ОЗ.

## Население
| 2010  | 2011  | 2012  | 2013  | 2014  | 2015  | 2016  |
| ----- | ----- | ----- | ----- | ----- | ----- | ----- |
| 1356  | ↘1355 | ↘1302 | ↘1266 | ↘1239 | ↘1185 | ↗1186 |
| 2017  | 2018  | 2019  |       |       |       |       |
| ↘1146 | ↘1120 | ↘1095 |       |       |       |       |

## Состав сельского поселения
| № | Населённый пункт | Тип населённого пункта          | Население |
| - | ---------------- | ------------------------------- | --------- |
| 1 | Алаево           | деревня                         | 16        |
| 2 | Варюхино         | село                            | 381       |
| 3 | Зеледеево        | деревня, административный центр | 586       |
| 4 | Макурино         | деревня                         | 373       |

На территории поселения расположен Государственный природный зоологический заказник «Нижне-Томский» 